# 象南星
象南星（学名：Arisaema elephas）是天南星科天南星属的植物，为中国的特有植物。分布于中国大陆的西藏、贵州、云南、四川等地，生长于海拔1,800米至4,000米的地区，见于草地、山坡林下、河岸或荒地，目前尚未由人工引种栽培。

## 别名
大麻芋子、麻芋子（云南巧家）；银半夏、大半夏（云南丽江）；黑南星（四川峨眉、普格、雷波）；虎掌（四川雷波）；半节烂（四川凉山）；三步跳（四川叙永）；水包谷（贵州威宁）；象鼻子（西藏林芝）

## 种下等级
- Arisaema elephas Buchet f. jishaense H. Li et A. M. Li